# Cylichneulia
Cylichneulia is een geslacht van vlinders van de familie bladrollers (Tortricidae).

## Soorten
- C. cylichna Razowski, 1994
- C. telesocia Razowski, 1994